# Escolástica Bonifácia de Toledo Ribas
Escolástica Bonifácia de Toledo Ribas, Viscondessa de Castro (São Sebastião, Estado do Brasil, 22 de abril de 1765 - São Paulo, Império do Brasil, 30 de maio de 1859) foi uma nobre brasileira.

## Família
Filha de José Bonifácio Ribas (Rio de Janeiro, bat. 6 de junho de 1739 - São Paulo, ?), escrivão da Fazenda Real e Junta da Capitania de São Paulo, e de sua mulher D. Ana Maria de Toledo (Paranaguá, ? - Ouro Preto, 31 de março de 1839). Sua mãe era irmã de D. Flávia Domitila de Toledo, Dama da Câmara de Sua Alteza a Duquesa de Goiás, (filhas do Capitão de ordenanças Pedro Alvares da Paz e de sua mulher D. Escolástica de Toledo e Oliveira). Pertencia a uma tradicional família paulista, sendo neta do coronel Carlos José Ribas, e tetraneta de D. Simão de Toledo Piza, patriarca da família em São Paulo. É descendente do rei D. Afonso III de Portugal.

## Casamento e descendência

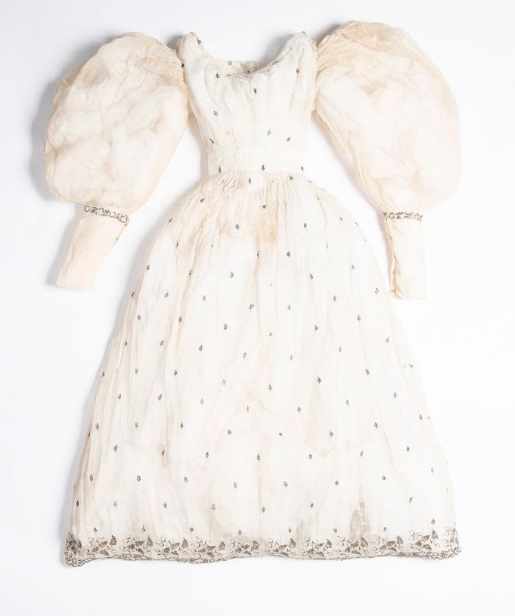
Vestido típico da época do Império, pertenceu à Viscondessa de Castro, mãe da Marquesa de Santos

Em São Paulo, às cinco horas e meia do dia 18 de fevereiro de 1784, casou-se com João de Castro Canto e Melo, sendo condecorados com o título de Viscondes de Castro com Grandeza em 12 de outubro de 1826. Foi nomeada Dama do Paço Imperial em 1 de abril de 1827.
Do casamento houve extensa geração, dentre os filhos: João de Castro do Canto e Melo, 2.º Visconde de Castro; Maria Benedita de Castro do Canto e Melo, Baronesa de Sorocaba, e Domitila de Castro do Canto e Melo, Viscondessa com Grandeza e Marquesa de Santos. Foi avó de Isabel Maria de Alcântara, Duquesa de Goiás; Maria Isabel de Alcântara, Condessa de Iguaçu; Margarida de Castro Delfim Pereira, Baronesa de São Nicolau; sendo ainda ascendente dos Condes de Seisal e dos Viscondes de Asseca, em Portugal, e dos Condes de Treuberg, na Alemanha.
Faleceu em São Paulo, em 30 de maio de 1859, aos 94 anos de idade, sendo sepultada no Cemitério da Consolação, no jazigo de sua filha a Marquesa de Santos.